# Karl-Heinz Schumann
Karl-Heinz Schumann war ein deutscher Rugbyspieler.

## Leben
Er wurde beim TSV Victoria Linden von 1951 bis 1953 dreimal Deutscher Meister.
Aufgrund seiner Leistungen ehrte der deutsche Bundespräsident Schumann als Mitglied der Mannschaft des TSV Victoria Linden am 7. Juni 1953 mit der Verleihung des Silbernen Lorbeerblattes.